# USS Cochino (SS-345)
L'USS Cochino (SS-345) est un sous-marin de la classe Balao construit pour l'United States Navy pendant la Seconde Guerre mondiale.
Construit au chantier naval Electric Boat de Groton, dans le Connecticut, sa quille est posée le 13 avril 1944, il est lancé le 20 avril 1945, parrainé par Mme M. E. Serat et mis en service le 25 août 1945, sous le commandement du commander W. A. Stevenson.

## Historique
Le Cochino rejoint la flotte américaine de l'Atlantique, naviguant dans les eaux de la côte Est et de la mer des Caraïbes depuis son port d'attache de Key West, en Floride. À la fin des années 1940, il reçoit une conversion GUPPY II qui rationalise sa coque et augmente la puissance de son moteur.
Le 18 juillet 1949, le Cochino prend la mer pour une croisière en Grande-Bretagne et des opérations dans l'Arctique.
En août 1949, il mène en compagnie de l'USS Tusk une mission secrète le long de la péninsule de Kola pour écouter discrètement les communications qui révélaient le test du lancement de missiles soviétiques à partir d'un sous-marin, missiles qui pouvaient contenir dans un futur proche des têtes nucléaires. Cette mission fut donc la première mission d'espionnage américaine sous-marine de la guerre froide.
Son groupe opérationnelle traverse un violent coup de vent polaire au large de la Norvège, le Cochino recevant plusieurs secousses. Le 25 août, ces incidents provoquent un incendie électrique et une explosion de batterie, suivis de la génération d'hydrogène et de chlore gazeux.
Défiant les conditions météorologiques les plus défavorables possibles, le commandant Rafael Celestino Benítez (1917-1999), commandant du Cochino, et ses hommes se battent pendant 14 heures pour sauver le sous-marin faisant preuve d'un grand savoir-faire et d'un grand courage. Mais une deuxième explosion de batterie le 26 août provoque l'évacuation du navire avant qu'il ne sombre. L'équipage du Tusk parvient à sauver tous les hommes du Cochino à l'exception de Robert Wellington Philo, un ingénieur civil. Cependant lors du sauvetage, six marins de Tusk perdent la vie.
Le Cochino est l'un des quatre sous-marins de la marine américaine à avoir été perdus depuis la fin de la Seconde Guerre mondiale. Les autres sont les USS Stickleback, USS Thresher et USS Scorpion.